# فينوس فائق
فينوس فائق (مواليد 1963) هي كاتبة وشاعرة وإعلامية عراقية-هولندية. تكتب وتنشر الشعر والمقالة باللغتين الكردية والعربية، وتعمل مترجمة متطوعة لمنظمة اللاجئين في مدينة رايسفايك الهولندية.

## بداية حياتها
عاشت فينوس فترة طفولتها وأتمت دراستها الإبتدائية باللغتين العربية والفرنسية في مدينة وهران بالجزائر، ثم انتقلت إلى العراق وأتمّت الدراستين المتوسطة بالكردية، والإعدادية بالعربية في كردستان. ثم درست في المرحلة الجامعة في بغداد. انتقلت بعد ذلك عام 1996 من العراق واستقرت في هولندا.

## دراستها
تخرجت من كلية الآداب بجامعة بغداد ببكالوريوس الفلسفة عام 1989. ودرست التحرير التلفزيوني من أكاديمية الإعلام في هولندا عام 2004، ثم الإنتاج الإذاعي من مركز الدورات التابع للإذاعة العالمية الهولندية عام 2005.

## حياتها العملية
بدأت في مدينة السليمانية بالعمل في تلفزيون شعب كردستان مع بدء تأسيسه، كمذيعة في القسم العربي ومحررة ومقدمة برامج ومترجمة. وفي عام 1993 عملت كمحررة في جريدة المؤتمر المُعارضة العراقية، وفي الوقت ذاته عملت كمراسلة لجريدة الاتحاد الناطقة باسم الاتحاد الوطني الكردستاني. وكانت جميع كتاباتها حتى ذلك الوقت باللغة العربية.
عملت عام 1998 بعد انتقالها لهولندا محررة ومقدمة برامج، ثم لحقت بالقسم الكردي والعربي بإذاعة الأجانب في مدينة روتردام الهولندية. ثم في عام 2002 ولمدة عامين عملت موظفة في قسم العلاقات مع المواطنين الأجانب بالمحافظة في بلدية دلفت، ثم مسؤولة قسم العلاقات والمتابعة في الجامعة الحرة في لاهاي. وعام 2010، عملت مسؤولة لقسم البرامج في شبكة ناليا راديو وتلفزيون المستقلة في مدينة السليمانية في كردستان العراق.
وقد كان لها خبرة في العمل في الانتخابات، حيث عملت مسؤولة شبكة الحاسب وإدارة موقع الانتخابات العراقية خارج العراق، ومدربة ومسؤولة محطة انتخابیة في الانتخابات الأولى وعضوة اللجنة العليا في هولندا أثناء عمليتي الانتخابات البرلمانية عام 2005. وعام 2015، عملت مسؤولة محطة أثناء الانتخابات البرلمانية العراقية في مركز الاقتراع في هولندا.
حاليا عضوة في
- عضوة في حركة شعراء العالم (poetas del mundo)
- عضوة في منظمة (on-file) الخاصة بالصحفيين المهاجرين في هولندا.
- عضوة في نقابة الصحفيين الدولية.
- نائب رئيس المركز الثقافي الكردي CCK في دنهاخ للمدة (1999- 2008).

### كتبها

#### شعر
- گوناهە جوانەكان (الخطايا الجميلة)، باللغة الكردية بعنوان مطبوع في هولندا 2001[6]
- (الخطايا الجميلة) مترجم لـ (اللهجة الكرمانجية –لهجة كردستان/ تركيا) أسطنبول/ تركيا بعنوان 2007
- مفهوم الإصلاح في كوردستان وإصلاح جناح الإصلاح، دار سردم للطباعة والنشر، كردستان، 2008[6]
- (طلاء الأظافر) باللغة العربية صدر عن دار الحضارة للنشر في القاهرة جولاي 2008[8][9]
- (إتجاهات العشق الأربعة) باللغة العربية ، عن دار العلوم للأداب ناشرون في لبنان، 2013[10][11]
- (ئاخەرین سامورای)/(الساموراي الأخير) باللغة الكردية، عن دار العلوم للأداب ناشرون في لبنان، 2013[6]
- (سأرزق برجل من ضلعي الأيمن) باللغة العربية.. دار نشر الطيف.. بغداد.. 2015[6]
- تاقانەترین كچی خودا (بالعربية: آخر بنات الله)، مؤسسة جمال عرفان الثقافية، السليمانية، 2016[6]
- (امرأة بداخلي) باللغة الكردية ، مطبعة (كارو) عن دار (مودابريس) للنشر 2018
- (أبعاد اللامسافة) باللغة العربية. دار الدراويش للنشر والترجمة/ كاوبويرن.. ألمانيا. 2022

##### آخر
- کتاب مشترك مع مجموعة من الشعراء بعنوان (علامات) هولندا عام 2003
- (وحم أعلى المجاز) للشاعر الجزائري عبد الرزاق بوكبة من العربية إلى الكردية، طبع 2017 مطبعة كارو، السليمانية
- ترجمة  كتيب يضم مجموعة قصائد الشاعر الكردي ناصر حيسامي، من الكردية للهولندية، هولندا عام 2004
- ديوان مشترك مع عدد من الشعراء العراقيين بعنوان (الوهج) باللغة الهولندية، هولندا 2006
- كتاب مشترك مع عدد من الشعراء العراقيين باللغتين العربية و الهولندية بعنوان (شعراء عراقيون في هولندا) هولندا، عام 2002

##### رواية
- (نزا ئەستێرە) (نزا نجمة) باللغة الكردية، مطبعة كارو، السليمانية،  2020..
- رواية باللغة الكردية بعنوان (تاقانەترین کچی خودا)/(آخر بنات الله)، عن مؤسسة جمال عرفان الثقافية 2016 ..
- ترجمة كتيب (كيف تكتب رواية في 100 يوم أو أقل) للكاتب الأمريكي جون كوين، من العربية إلى الكردية.
- كتيب بعنوان (المادة 19 من الحملة العالمية لحرية التعبير- حرية الإطلاع على المعلومات والصحافة الإستقصائية) ترجمة عن اللغة العربية إلى الكردية 2009.
- كتاب باللغة الكوردية بعنوان (مفهوم الإصلاح في كوردستان وإصلاح جناح الإصلاح) عن دار سردم للطباعة والنشر في كردستان نيسان/أبريل 2008.

### الجوائز
- جائزة العنقاء الدولي الرحال للإبداع الأدبي، العراق، 2005
- كتاب مشترك مع عدد من الشعراء العراقيين باللغتين العربية و الهولندية بعنوان (شعراء عراقيون في هولندا) هولندا، عام 2002
- جائزة تقديرية من مؤسسة (والا بريس) للدراسات والطبع والنشر، عام 2009
- جائزة تقديرية من منظمة (جبك للتنمية البشرية) في هولندا وأكاديمية بدرخان للصحافة في ألمانيا بمناسبة مرور 101 سنة على صدور أول جريدة باللغة الكردية